# Wahlbezirk Böhmen 96
Der Wahlbezirk Böhmen 96 war ein Wahlkreis für die Wahlen zum Abgeordnetenhaus im österreichischen Kronland Böhmen. Der Wahlbezirk wurde 1907 mit der Einführung der Reichsratswahlordnung geschaffen und bestand bis zum Zusammenbruch der Habsburgermonarchie.

## Geschichte
Nachdem der Reichsrat im Herbst 1906 das allgemeine, gleiche, geheime und direkte Männerwahlrecht beschlossen hatte, wurde mit 26. Jänner 1907 die große Wahlrechtsreform durch Sanktionierung von Kaiser Franz Joseph I. gültig. Mit der neuen Reichsratswahlordnung schuf man insgesamt 516 Wahlbezirke mit je einem zu wählenden Abgeordneten, die durch Direktwahl mit allfälliger Stichwahl bestimmt wurden. Der Wahlkreis Böhmen 96 umfasste die Städte Hohenelbe, Oberlangenau, Mittellangenau, Niederlangenau, Arnau, Schatzlar und Rochlitz an der Iser. Aus den beiden Reichsratswahlen 1907 und 1911 ging jeweils der deutschnationale Kandidat Julius Roller als Sieger hervor.

## Wahlen

### Reichsratswahl 1907
Die Reichsratswahl 1907 wurde am 14. Mai 1907 (erster Wahlgang) sowie am 23. Mai 1907 (Stichwahl) durchgeführt.

#### Erster Wahlgang
| Kandidat                                                              | Partei                          | Wahlkreisstimmen | Prozent |
| --------------------------------------------------------------------- | ------------------------------- | ---------------- | ------- |
| Julius Roller                                                         | selbständiger Deutschnationaler | 1575             | 34,7 %  |
| Raimund Trübenecker                                                   | Sozialdemokratische Partei      | 1373             | %       |
| Heinrich Schwarz                                                      | Alldeutsche Vereinigung         | 1114             | 30,3 %  |
| Josef Möhrwald                                                        | Christlichsoziale Partei        | 328              | 7,2 %   |
| Franz Reich                                                           | Tschechischer Kandidat          | 130              | 2,9 %   |
|                                                                       | Sonstige Parteien               | 16               | 0,4 %   |
| Wahlberechtigte: 5294, Ungültige Stimmen: 17, Wahlbeteiligung: 86,0 % |                                 |                  |         |

#### Stichwahl
| Kandidat                                                              | Partei                          | Wahlkreisstimmen | Prozent |
| --------------------------------------------------------------------- | ------------------------------- | ---------------- | ------- |
| Julius Roller                                                         | selbständiger Deutschnationaler | 2231             | 52,3 %  |
| Raimund Trübenecker                                                   | Sozialdemokratische Partei      | 2037             | 47,7 %  |
| Wahlberechtigte: 5284, Ungültige Stimmen: 76, Wahlbeteiligung: 83,2 % |                                 |                  |         |

### Reichsratswahl 1911
Die Reichsratswahl 1911 wurde am 13. Juni 1911 durchgeführt. Die Stichwahl entfiel auf Grund des absoluten Mehrheit für Karl Hermann Wolf im ersten Wahlgang.
| Kandidat                                                              | Partei                          | Wahlkreisstimmen | Prozent |
| --------------------------------------------------------------------- | ------------------------------- | ---------------- | ------- |
| Julius Roller                                                         | selbständiger Deutschnationaler | 2920             | 66,5 %  |
| Franz Hilburger                                                       | Sozialdemokratische Partei      | 1451             | 33,1 %  |
|                                                                       | Sonstige                        | 19               | 0,4 %   |
| Wahlberechtigte: 5479, Ungültige Stimmen: 24, Wahlbeteiligung: 80,6 % |                                 |                  |         |